# Ramonda (personaggio)
Ramonda è un personaggio dei fumetti creato da Christopher Priest e Mark Texeira, pubblicato dalla Marvel Comics.

## Biografia del personaggio
Ramonda è la Regina Madre del Wakanda, madre di Shuri e matrigna di T'Challa. È la seconda moglie di T'Chaka. Nata in Sudafrica, sposò T'Chaka dopo la morte della sua precedente moglie N'Yami. Qualche tempo dopo aver avuto Shuri, Ramonda fu catturata dal suprematista bianco Anton Pretorius e subì anni di abusi sessuali da parte sua. Quando T'Challa ha scoperto dov'era tenuta sua madre, ha indossato il costume della Pantera Nera e l’ha salvata. Quando Anton ha insistito, dicendo che l'amava, Ramonda gli ha dato un pugno in faccia e se n'è andata con suo figlio.
Quando Birnin Zana è stata attaccata da terroristi, Ramonda è rimasta gravemente ferita, subendo diverse fratture e finendo in coma. Alla fine si è risvegliata e, nonostante la possibilità di paralisi, è riuscita a guarire e ha iniziato a camminare con il bastone.

## Altri media

### Marvel Cinematic Universe
Ramonda fa parte del Marvel Cinematic Universe, dove è interpretata da Angela Bassett. Per la sua interpretazione, acclamata da critica e pubblico, nel 2023 la Bassett ha ricevuto una nomination agli Oscar per la miglior attrice non protagonista e ha vinto un Golden Globe nella stessa categoria: si tratta della prima volta che un attore viene considerato per i due premi per un’interpretazione in un prodotto Marvel.
- In Black Panther (2018), è la madre di T'Challa e Shuri, la zia di N'Jadaka, e la Regina Madre del Wakanda. A differenza dei fumetti, nel film non è la matrigna di T'Challa ma la sua madre naturale.[1]
- Alla fine del film Avengers: Endgame (2019), ricompare quando si riunisce con i suoi due figli, entrambi tornati in vita dopo che cinque anni prima erano svaniti insieme a metà popolazione universale a causa dello schiocco di Thanos.[2]
- Ramonda compare nella serie animata What If...? (2021).
- In Black Panther: Wakanda Forever (2022) Ramonda diventa regina regnante di Wakanda dopo la prematura morte di T'Challa. Un anno dopo, lei e il suo popolo devono affrontare la nazione sottomarina di Talokan e Ramonda diventa nemesi diretta di Namor, che per punire le provocazioni della regina attacca il Wakanda e inonda la sala del trono del palazzo, dove Ramonda annega dopo aver salvato la vita della giovane stundentessa Riri Williams (Ironheart).